# キム・ボラ
ボラ（보라、1999年3月3日 -） は、韓国のアイドル。女性アイドルグループ「Cherry Bullet」のメンバー。

## 来歴
- 2019年1月21日にFNCエンターテインメントから「Cherry Bullet」のメンバーとしてデビュー。
- 2021年には、Mnetのオーディション番組「Girls Planet 999」に参加し、視聴者投票による最終順位は15位であった[4]。

## 出演

### テレビ番組
- Girls Planet 999[5]（2021年、Mnet）
- QUEENDOM PUZZLE（2023年、Mnet）

### MV
- 防弾少年団「LOVE YOURSELF Highlight Reel '起承轉結' 」（2017年）
- HONEYST「연애하고싶은데요 (Someone to Love)」（2017年）